# 이언정 (1982년)
이언정(1982년 ~ )은 대한민국의 배우이다.

## 학력
- 상명대학교 영화학과
- 한국방송통신대학교 문화교양학과
- 연세대학교 언론홍보대학원 방송영상학 석사
- 성균관대학교 대학원 영상학 박사

## 출연 작품

### 드라마
| 연도 | 방송사 | 제목      | 역할               | 비고 |
| ---- | ------ | --------- | ------------------ | ---- |
| 2004 | KBS2   | 낭랑 18세 | 바다에 뛰어든 여자 |      |
| 2018 | MBC    | 검법남녀  | 한소희             |      |
| 2019 | JTBC   | 초콜릿    | 정수희             |      |
| 2020 | tvN    | 악의 꽃   | 고혜영             |      |
| 2021 | tvN    | 마우스    | 김희정             |      |

### 영화
- 《울학교 이티》 (2008) - 화학선생 역
- 《푸른소금》 (2011) - 커피숍 점원 역
- 《집으로 가는 길》 (2013) - KBC 방송작가 역
- 《용의자》 (2013) - 기자 역
- 《역린》 (2014) - 기방기생 역
- 《덕수리 5형제》 (2014) - 여기자 역
- 《장수상회》 (2015) - 장수아내 역
- 《암살》 (2015) - 아네모네 여급 역
- 《탐정: 더 비기닝》 (2015) - 한서영 역
- 《그날의 분위기》 (2016) - 병희 역
- 《염력》 (2018) - 진보기자 역
- 《해치지않아》 (2020) - 태수 큰 누나 역
- 《서복》 (2021) - 윤현수 역 (특별출연)